# Akor Adams
Pour les articles homonymes, voir Adams.
Akor Adams, né le 29 janvier 2000 à Idah au Nigeria, est un footballeur nigérian qui évolue au poste d'avant-centre au Séville FC.

## Biographie

### Formation nigériane et débuts professionnels au Sogndal Fotball
Né au Nigeria, Akor Adams est formé par le club local de la Jamba Football Academy, avant de rejoindre la Norvège et le club du Sogndal Fotball le 16 août 2018, sous la forme d'un prêt jusqu'à juin 2019, avec option d'achat.
Il joue son premier match en professionnel avec ce club, le 28 août 2018 lors d'une rencontre de championnat face au Mjøndalen IF. Il entre en jeu à la place de Tomas Totland et son équipe s'incline par quatre buts à trois. Il inscrit son premier but le 21 octobre 2018 contre le Åsane Fotball, en championnat. Il entre en jeu en fin de partie à la place de Sigurd Haugen et marque deux minutes plus tard dans le temps additionnel, permettant à son équipe se s'imposer (1-2 score final).
Recruté définitivement par le Sogndal Fotball à l'été 2019, Adams voit sa saison 2020 perturbée par plusieurs blessures et il joue alors très peu. Adams revient bien en 2021, marquant plusieurs buts pour son équipe et attirant même l'intérêt de plusieurs formations de première division.

### Lillestrøm SK
En janvier 2022, Akor Adams rejoint le Lillestrøm SK. Le transfert est annoncé dès le 2 décembre 2021 et il signe un contrat de trois ans, soit jusqu'en décembre 2024.
Adams découvre avec le Lillestrøm SK l'Eliteserien, l'élite du football norvégien, jouant son premier match dans cette compétition le 2 avril 2022, lors de la première journée de la saison 2022, contre Hamarkameratene. Il entre en jeu à la place de Hólmbert Aron Friðjónsson et marque son premier but dans l'élite quelques minutes plus tard (2-2 score final). Touché à l'épaule en août, il est éloigné des terrains pendant deux mois et fait son retour à l'entraînement fin septembre 2022.

### Montpellier HSC
Le 7 août 2023, Akor Adams s’engage officiellement avec le club français du Montpellier HSC, pour une somme avoisinant les 5 millions d'euros. Il commence la saison sur les chapeaux de roue, marquant un doublé lors de la 1re journée de championnat face au Havre (2-2) puis trouvant le chemin des filets la semaine suivante face à l'Olympique lyonnais (2e journée, victoire 1-4). Il inscrit deux doublés, l'un à Lorient (7e journée, victoire 0-3) puis lors de la réception de Toulouse (10e journée, victoire 3-0), avant de connaître une phase de disette, ne faisant trembler les filets qu'à une seule reprise sur la phase retour, face à Nantes (31e journée, 1-1), portant son total de buts à 8 sur la saison, en Ligue 1.

### Séville FC
Le 27 janvier 2025, Adams signe au club espagnol du Séville FC jusqu’en 2029 pour un montant de transfert estimé à 7 millions d'euros, bonus compris.

### En sélection
Akor Adams représente l'équipe du Nigeria des moins de 20 ans. Avec cette sélection il participe à la coupe du monde des moins de 20 ans en 2019. Lors de ce tournoi organisé en Pologne il joue deux matchs, dont un comme titulaire. Son équipe se hisse jusqu'en huitièmes de finale où elle est battue par le Sénégal (2-1 score final).

## Statistiques
| Saison                | Club                   | Championnat           | Championnat | Championnat | Championnat | Coupe(s) nationale(s) | Coupe(s) nationale(s) | Coupe(s) nationale(s) | Supercoupe | Supercoupe | Supercoupe | Compétition(s) continentale(s) | Compétition(s) continentale(s) | Compétition(s) continentale(s) | Compétition(s) continentale(s) | Autres compétitions | Autres compétitions | Autres compétitions | Autres compétitions | Total | Total | Total |
| Saison                | Club                   | Division              | M.          | B.          | P.d.        | M.                    | B.                    | P.d.                  | M.         | B.         | P.d.       | Comp.                          | M.                             | B.                             | P.d.                           | Comp.               | M.                  | B.                  | P.d.                | M.    | B.    | P.d.  |
| 2018                  | Sogndal Fotball (prêt) | 1. Divisjon           | 10          | 1           | 0           | -                     | -                     | -                     | -          | -          | -          | -                              | -                              | -                              | -                              | BR                  | 1                   | 0                   | 0                   | 11    | 1     | 0     |
| 2019                  | Sogndal Fotball (prêt) | 1. Divisjon           | 3           | 0           | 0           | -                     | -                     | -                     | -          | -          | -          | -                              | -                              | -                              | -                              | -                   | -                   | -                   | -                   | 3     | 0     | 0     |
| 2019                  | Sogndal Fotball        | 1. Divisjon           | 9           | 3           | 0           | 0                     | 0                     | 0                     | -          | -          | -          | -                              | -                              | -                              | -                              | BR                  | 1                   | 0                   | 0                   | 10    | 3     | 0     |
| 2020                  | Sogndal Fotball        | 1. Divisjon           | 2           | 0           | 0           | -                     | -                     | -                     | -          | -          | -          | -                              | -                              | -                              | -                              | BR                  | 2                   | 2                   | 0                   | 4     | 2     | 0     |
| 2021                  | Sogndal Fotball        | 1. Divisjon           | 26          | 10          | 5           | 1                     | 0                     | 0                     | -          | -          | -          | -                              | -                              | -                              | -                              | BR                  | 1                   | 0                   | 0                   | 28    | 10    | 5     |
| Sous-total            | Sous-total             | Sous-total            | 50          | 14          | 5           | 1                     | 0                     | 0                     | -          | -          | -          | -                              | -                              | -                              | -                              | -                   | 5                   | 2                   | 0                   | 56    | 16    | 5     |
| 2021                  | Lillestrøm SK          | Eliteserien           | -           | -           | -           | 2                     | 1                     | 0                     | -          | -          | -          | -                              | -                              | -                              | -                              | -                   | -                   | -                   | -                   | 2     | 1     | 0     |
| 2022                  | Lillestrøm SK          | Eliteserien           | 23          | 8           | 2           | 7                     | 2                     | 2                     | -          | -          | -          | C4                             | 1                              | 0                              | 0                              | -                   | -                   | -                   | -                   | 31    | 10    | 4     |
| 2023                  | Lillestrøm SK          | Eliteserien           | 15          | 15          | 2           | 2                     | 2                     | 0                     | -          | -          | -          | -                              | -                              | -                              | -                              | -                   | -                   | -                   | -                   | 17    | 17    | 2     |
| Sous-total            | Sous-total             | Sous-total            | 38          | 23          | 4           | 11                    | 5                     | 2                     | -          | -          | -          | -                              | 1                              | 0                              | 0                              | -                   | -                   | -                   | -                   | 50    | 28    | 6     |
| 2023-2024             | Montpellier HSC        | Ligue 1               | 32          | 8           | 1           | 1                     | 2                     | 1                     | -          | -          | -          | -                              | -                              | -                              | -                              | -                   | -                   | -                   | -                   | 33    | 10    | 2     |
| 2024-2025             | Montpellier HSC        | Ligue 1               | 15          | 3           | 1           | 1                     | 0                     | 0                     | -          | -          | -          | -                              | -                              | -                              | -                              | -                   | -                   | -                   | -                   | 16    | 3     | 1     |
| Sous-total            | Sous-total             | Sous-total            | 47          | 11          | 2           | 2                     | 2                     | 1                     | -          | -          | -          | -                              | -                              | -                              | -                              | -                   | -                   | -                   | -                   | 49    | 13    | 3     |
| 2024-2025             | Séville FC             | Liga                  | 4           | 0           | 0           | 0                     | 0                     | 0                     | -          | -          | -          | -                              | -                              | -                              | -                              | -                   | -                   | -                   | -                   | 4     | 0     | 0     |
| 2025-2026             | Séville FC             | Liga                  | 1           | 0           | 1           | 0                     | 0                     | 0                     | -          | -          | -          | -                              | -                              | -                              | -                              | -                   | -                   | -                   | -                   | 1     | 0     | 1     |
| Sous-total            | Sous-total             | Sous-total            | 5           | 0           | 1           | 0                     | 0                     | 0                     | -          | -          | -          | -                              | -                              | -                              | -                              | -                   | -                   | -                   | -                   | 5     | 0     | 1     |
| Total sur la carrière | Total sur la carrière  | Total sur la carrière | 140         | 48          | 12          | 14                    | 7                     | 3                     | -          | -          | -          | -                              | 1                              | 0                              | 0                              | -                   | 5                   | 2                   | 0                   | 160   | 57    | 15    |

## Palmarès
Néant